# Giovanni Báez
Giovanni Báez (Nobsa, Boyacá, 9 de abril de 1981) es un ciclista colombiano que actualmente corre para el equipo amateur colombiano EBSA-Indeportes Boyacá.
En 2005 compitió por el equipo Viña Magna-Cropu (España), donde ganó el Cinturó de l'Empordá. En 2006 fichó por el equipo Atom (con licencia colombiana), integrado por españoles y colombianos
Sus máximos lauros han sido en 2008 cuando ganó la Vuelta a Colombia compitiendo por el equipo UNE y en 2010 venciendo en la Vuelta a Guatemala.

## Biografía
En la temporada 2011 participó con el equipo EPM-UNE de varias competiciones en España donde ganó una etapa en la Vuelta a la Comunidad de Madrid, carrera en la que culminó 7.º.
En la Vuelta a Colombia tuvo una destacada actuación, ya que terminó en la 2.ª colocación del podio, perdiendo por apenas 2 segundos.
Posteriormente obtuvo victorias en clásicas colombianas de categoría amateur como la Clásica de El Carmen de Viboral y la Clásica Club Deportivo Boyacá.
En febrero de 2017 se informó que el ciclista, junto con otros 2 corredores, dio positivo por EPO Cera en el Tour de Guadalupe de 2016 y fue suspendido por la FFC hasta el año 2020.

## Palmarés
2001
- Campeón de Colombia en Ruta Sub-23

2006
- 3° en la clasificación general de la Vuelta a Boyacá

2007
- Vuelta al Valle del Cauca

2008
- Vuelta al Valle del Cauca
- Vuelta a Colombia

2009
- Vuelta al Valle del Cauca
- 1 etapa de la Vuelta a Colombia

2010
- Vuelta a Guatemala, más 2 etapas

2011
- Clásica de El Carmen de Viboral
- 1 etapa de la Vuelta a la Comunidad de Madrid

2012
- Vuelta al Valle del Cauca, más 1 etapa.
- Clásica de Anapoima, más 1 etapa.
- Vuelta al Mundo Maya, más 1 etapa.